# Константин Острожки
Константин Острожки (укр. Костянтин Василь Острозький) е маршал на Волиния (1550 – 1608), войвода на Киев (1559 – 1608), православен меценат – виден представител на благородническата фамилия Острожки.
Известен е най-вече като основател на Острожка типография, където спонсорира отпечатването на поредица книги между които е известната Острожка библия и един Острожки буквар, съдържащ произведението „За буквите“ на Черноризец Храбър. 

## Биография
Роден е вероятно на 2-ри (по други данни 11-ти) февруари 1526 г. (в други източници 1527 г.) като по-малкия син на Константин Иванович Острожки. Детството и младостта си прекарва в Туров. След смъртта на баща си той е отгледан от майка си Олександра Семенивна Слуцка от рода Олелкович-Слуцк. Получава добро образование в православен дух.
На 5 декември 1559 г. е издадена царска привилегия на княз Константин Острожки за Киевското войводство, което го прави управител на областта.
Неговите владения се намират в Подолие, Галиция и Волин, включително около 300 града и няколко хиляди села.
В края на Ливонската война (от 1577-1582 г.) Острожки, начело на дворянската армия безуспешно обсажда Чернигов през 1579 г., който е част от Московската държава. Неспособни да превземат крепостта, отрядите под негово командване опожаряват покрайнините на Чернигов, ограбват Елецкия Успенски манастир и опустошават околните земи до Путивл, Стародуб и Почеп.
Той се грижи за развитието на образованието, издаването на книги, създаването на училища и покровителството на учените. По негова молба преподобният Иов става игумен на Дубенския Кръстоносен манастир, намиращ се в неговите територии. За поддържане на православието той организира колегиум в Острог, прераснал впоследствие в академия, след това създава две печатници – в Острог и в Дерман. През 1581 г. под неговото покровителство книжовниците Иван Федоров и Пьотър Мсциславец издават древноруска Библия (позната още като Острожката библия) в печатницата му в Острог.
По време на изборите за крал на Жечпосполита през 1587 г. княз Константин Острожки подкрепя кандидата Сигизмунд Васа, който печели тези избори.
Княз Острожки участва активно в потушаването на въстанието в Била Церква и казашкото въстание на К. Косински. Допринася за строежа на църковната катедрала в Брест през 1596г. Той многократно заявява несъгласието си с официалната политика на Сейма в Жечпосполита, отправя писма до краля, до православните епископи в опитите си да защити източното православие в предимно католическата Полско-Литовска държава. Опитва се да осуети обявяването на Брестката църковна уния през 1596 г.
Участва в събитията от Смутното време от историята на Московието, като през 1602 г. той приема бъдещия цар Лъже-Дмитрий I.

## Семейство
Константин-Василий Острожки е женен за София Тарновска (1534-1571), дъщеря на галицкия магнат Ян Амор Тарновски (1488-1561).
Деца:
- Иван (Януш, 1554-1620), управител на Волин и кащелян на Краков;

- Елизавета София Пелагея (ум. 1599); 1-ви съпруг от 1575 г. – кащелян Виленски Ян Кишка (1552-1592); 2-ри съпруг от 1593 г. – Христофор Радзивил  (1647 г.);

- Катерина Анна (починала 1579 г.), първата съпруга (от 1578) на княз Христофор Радзивил  (1547-1603);

- Константин (1563-1588), староста на Владимир и Переяслав;

- Олександър (1571-1603), управител на Волин.

## Памет
През 1913 г. във Вилнюс (Литва) е осветен храм-паметник, посветен на 300-годишнината на К. К. Острожки. На паметната плоча със златни букви е изписано: „В памет на ревнителя и защитника на православния народ“.
През 2000 г. в гр. Острог е поставен паметник на князете Острожки.
Украинската православна църква на Киевската патриаршия на Поместния събор през 2008 г. канонизира княза като благоверен.
На 12 май 2008 г. в негова чест е издигнат паметен кръст на територията на Брестската крепост до гарнизонния храм „Свети Николай“.